# Blevaincourt
Blevaincourt és un municipi francès, situat al departament dels Vosges i a la regió del Gran Est. L'any 2007 tenia 113 habitants.

## Demografia

### Població
El 2007 la població de fet de Blevaincourt era de 113 persones. Hi havia 48 famílies, de les quals 20 eren unipersonals (16 homes vivint sols i 4 dones vivint soles), 8 parelles sense fills, 12 parelles amb fills i 8 famílies monoparentals amb fills.
La població ha evolucionat segons el següent gràfic:
Habitants censats

### Habitatges
El 2007 hi havia 71 habitatges, 51 eren l'habitatge principal de la família, 8 eren segones residències i 12 estaven desocupats. Tots els 70 habitatges eren cases. Dels 51 habitatges principals, 47 estaven ocupats pels seus propietaris i 4 estaven llogats i ocupats pels llogaters; 4 tenien dues cambres, 5 en tenien tres, 9 en tenien quatre i 33 en tenien cinc o més. 41 habitatges disposaven pel capbaix d'una plaça de pàrquing. A 20 habitatges hi havia un automòbil i a 19 n'hi havia dos o més.

### Piràmide de població
La piràmide de població per edats i sexe el 2009 era:
| Homes | Edats   | Dones |
| ----- | ------- | ----- |
| 0     | 95 o +  | 0     |
| 0     | 90 a 94 | 0     |
| 4     | 85 a 89 | 4     |
| 4     | 80 a 84 | 0     |
| 8     | 75 a 79 | 4     |
| 0     | 70 a 74 | 12    |
| 0     | 65 a 69 | 0     |
| 8     | 60 a 64 | 0     |
| 0     | 55 a 59 | 0     |
| 4     | 50 a 54 | 0     |
| 16    | 45 a 49 | 4     |
| 4     | 40 a 44 | 4     |
| 4     | 35 a 39 | 12    |
| 0     | 30 a 34 | 4     |
| 0     | 25 a 29 | 0     |
| 4     | 20 a 24 | 0     |
| 16    | 15 a 19 | 0     |
| 16    | 10 a 14 | 8     |
| 8     | 5 a 9   | 4     |
| 4     | 0 a 4   | 8     |

## Economia
El 2007 la població en edat de treballar era de 75 persones, 55 eren actives i 20 eren inactives. De les 55 persones actives 47 estaven ocupades (32 homes i 15 dones) i 8 estaven aturades (4 homes i 4 dones). De les 20 persones inactives 7 estaven jubilades, 6 estaven estudiant i 7 estaven classificades com a «altres inactius».

### Ingressos
El 2009 a Blevaincourt hi havia 49 unitats fiscals que integraven 113 persones, la mediana anual d'ingressos fiscals per persona era de 14.272 €.

### Activitats econòmiques
Dels 3 establiments que hi havia el 2007, 1 era d'una empresa de construcció, 1 d'una empresa immobiliària i 1 d'una entitat de l'administració pública.
Dels 2 establiments de servei als particulars que hi havia el 2009, 1 era una fusteria i 1 agència immobiliària.
L'any 2000 a Blevaincourt hi havia 8 explotacions agrícoles que ocupaven un total de 500 hectàrees.

## Equipaments sanitaris i escolars
El 2009 hi havia una escola elemental integrada dins d'un grup escolar amb les comunes properes formant una escola dispersa.

## Poblacions més properes
El següent diagrama mostra les poblacions més properes.